# Epistolae duorum amantium
Pour les articles homonymes, voir Les Deux-Amants.
Les Epistolae duorum amantium (Lettres des deux amants) sont un recueil d'extraits de lettres et poèmes anonymes écrits en latin et attribués à Héloïse et Abailard. Découvertes en 1471 puis oubliées jusqu'en 1967, elles ont été datées, par déduction, de 1115.

## Découverte en 1471
Le bibliothécaire de l'abbaye de Clairvaux, Jean de La Véprie, ou Jean de Vepria (en latin Johannes de Vepria, c'est-à-dire Jean de Woëvre), pour son usage personnel, recherchait probablement dans les fonds dont il avait la charge des formules utiles à un livre de distraction aux apparences savantes, genre alors à la mode, quand il a eu entre les mains un manuscrit comportant cent treize lettres. La compilation qu'il en a faite, à en croire une glose, au cours de l'année 1471, est signée et datée pour son achèvement de mai 1472.
Elle montre beaucoup de rigueur. Les cent seize extraits recopiés sont en effet devenus de plus en plus longs à mesure que le bibliothécaire en découvrait la splendeur. Les manques sont indiqués mais le manuscrit lui-même n'a pas été conservé. Le texte connu aujourd'hui est donc diminué par rapport aux cent treize lettres, désormais perdues, mais il faut se fier au goût de Jean de la Véprie pour supposer que les parties qu'il n'a pas recopiées étaient sans intérêt, de son point de vue, qui n'était pas celui d'un historien. Il ne manque a priori aucune lettre, mais les coupures en affectent quarante, soit un tiers du total.

## Titre
Le titre n'est pas original. Il dérive de la mention que Jean de La Véprie a inscrite en tête de son recueil, Ex epistolis duorum amantium, littéralement des lettres des deux amants, c'est-à-dire extraits de....

## Datation
Le texte est postérieur aux poèmes de Marbode, qui y sont cités, soit la fin du XIe siècle, et antérieure aux années 1150, époque où le style de la prose rimée est devenu suranné.
L'analyse lexicale, en particulier l'emploi de néologismes apparus dans d'autres manuscrits datés avec suffisamment de précision et de tournures qui passeront rapidement de mode, permet par une série de recoupements de les dater des premières années du XIIe siècle, soit le plus vraisemblablement, dans l'hypothèse d'une attribution à Héloïse et Abailard, entre 1114 et 1116, c'est-à-dire dans les mois qui suivent 1113, année du retour d'Abailard à Paris, et ceux qui précèdent août 1117 et le soudain silence du chanoine Fulbert dans les actes authentiques auxquels il était tenu jusqu'alors d'assister.
Les références à l'hiver approchant et au retour des beaux jours font commencer le texte à l'automne et le closent au printemps. La mention d'une année écoulée fait comprendre qu'il s'agit d'un second printemps et que le texte aurait été écrit entre la rentrée 1114 et juin 1116.

## Attribution
Leur attribution à Héloïse et Abailard a suscité un abondant débat et elle restera, comme pour tout texte ancien, toujours contestable en l'absence d'indices indiscutables.
La coïncidence du début du XIIe siècle mais aussi l'analyse contextuelle renvoient cependant à une inconnue en tout point identique à Héloïse. Si le texte n'est pas d'Héloïse, alors il n'est de personne d'autre qui soit connu à cette date. Supposer l'existence à la même époque d'un autre couple savant, ayant les mêmes rapports entre eux, dissertant sur les mêmes sujets tels que la Trinité, le Paraclet, les notions aristotéliciennes de genre et d'espèce, relève de l'hypothèse ad hoc.
Le texte reste en outre inexplicable en l'absence d'une telle attribution. Il se présente comme un échange entre un maître et son élève, et il faut supposer que celle-ci a recopié les réponses qu'elle a reçues de celui-là. Les incohérences propres à un texte écrit au jour le jour et les multiples allusions à des événements extérieurs inintelligibles par un autre lecteur que le destinataire tendent à exclure l'hypothèse d'une forgerie.

## Études les attribuant à Héloïse
Constant J. Mews,
- The Lost Love Letters of Heloise and Abelard. Perceptions of Dialogue in Twelfth-Century France, New Yok, Pagrave, 1999, trad. fr. La Voix d'Héloïse. Un dialogue de deux amants, Fribourg, Editions Universitaires-Paris, Le Cerf, 2005.
- "Thèmes philosophiques dans les Epistolae duorum amantium: les premiers lettres d’Héloïse et Abélard ?", dans Joel Biard éd., Langage, sciences, philosophies au XIIe siècle, Paris, 1999, p. 23-38.
- "Les Lettres d'amour perdues d'Héloïse et la théologie d'Abélard", dans Jean Jolivet et Henri Habrias ed., Pierre Abélard. Colloque international de Nantes, Rennes, PUR, 2003, p. 137-159
- Abelard and Heloise, New York, CUP, 2005, p. 62-79.
- "Cicero and the Boundaries of Friendship in the Twelfth Century", Viator, 38/2, 2007, p. 369-384.
- "Women Readers in the Age of Heloise", dans  G. Signori ed., Die Lesende Frau, Wiesbaden, Harrassowitz, 2009.

C. Stephen Jaeger,
- Ennobling Love. In Search of a Lost Sensibility, Philadelphie, UPP, 1999.
- "The Epistolae duorum amantium and the Ascription to Heloise and Abelard et A Reply to Giles Constable", dans L. Olson, K. Kerby-Fulton ed., Voices in Dialogue: New Problems in Reading Women’s Cultural History, Notre Dame (IN), 2005.
- "The Epistolae duorum amantium, Abelard, Heloise: An Annotated Correspondance", Journal of Medieval Latin, 24, 2015, p. 185-224.

John O. Ward, Neville Chiavaroli,
- "The Young Heloise and Latin Rhetoric: Some Preliminary Comments on the “Lost” Love-Letters and Their Significance", dans Bonnie Wheeler ed., Listening to Heloise: The Voice of a Twelfth-Century Woman, New York, CUP, 2000, p. 53–119.

Sylvain Piron,
- "Enquête sur un texte", dans Lettres des deux amants attribuées à Héloïse et Abélard, Paris, Gallimard, 2005, p. 175-218.
- "Heloise's literary self-fashioning and the Epistolae duorum amantium", dans Lucie Doležalová (éd.), Strategies of Remembrance. From Pindar to Hölderlin, Newcastle-upon-Tyne, Cambridge Scholars Publishing, 2009, p. 103-162. Disponible en ligne : http://halshs.archives-ouvertes.fr/SHS/halshs-00418433/fr/
- "Héloïse et Abélard. L’éthique amoureuse des Epistolae duorum amantium", dans Jocelyne Dakhlia, Arlette Farge, Christiane Klapisch-Zuber, Alessandro Stella (dir), Histoires de l'amour, fragilités et interdits, du Kâmasûtra à nos jours, Paris, Bayard, 2011, p. 71-94.
- "L’éducation sentimentale d’Héloïse", Clio. Femmes, genre, histoire, 47, 2018, p. 155-166 : https://journals.openedition.org/clio/14259

Barbara Newman
- compte-rendu de The Lost Love Letters, dans The Medieval Review, 2000. http://www.hti.umich.edu/t/tmr/
- compte-rendu de Abelard and Heloise, H-France http://www.h-france.net/vol5reviews/newman2.html
- Making Love in the Twelth Century. "Letters of Two Lovers" in Context. A new translation with a commentary, Philadelphia, University of Pennsylvania Press, 2016.

Michael T. Clanchy
- The Letters of Abelard and Heloise in Today's Scholarship, dans Betty Radice, trad., The Letters of Abelard and Heloise, rev. ed., London- New York, Penguin, 2003, p. lviii-lxxxiv, p. 237-244.

Damien Boquet
- compte-rendu de La voix d'Héloïse, Médiévales, 50 (2006), p. 185-188.

Elisabeth Lalou,
- "Quid sit amor ?", Critique, janvier 2007, p. 80-90.

Laurence Moulinier
- Revue Mabillon, 18, 2007, p. 279-284.

## Études réservées quant à une attribution
Peter Dronke,
- (en) Women Writers of the Middle Ages: a critical study of the texts from Perpetua († 203) to Marguerite Porete († 1310), Cambridge, CUP, 1984.
- compte rendu de B. Wheeler ed., (en) Listening to Heloise, in International Journal of the Classical Tradition, 8, 2002, p. 134-139.

Giles Constable
- "Sur l'attribution des Epistolae duorum amantium", Comptes-rendus des séances de l'Académie des Inscriptions et Belles-Lettres, décembre 2001, p. 1679-1693 (version anglaise in Voices in Dialogue), en ligne sur persee.fr

(en) Jan Ziolkowski
- "Lost and Not Yet Found : Heloise, Abelard, and the Epistolae duorum amantium", Journal of Medieval Latin, 14, 2004, p. 171-202.

Peter Dronke et Giovanni Orlandi,
- "New Works by Abelard and Heloise", Filologia mediolatina 12, 2005, p. 123–177.

Guy Lobrichon
- Héloïse, l'amour et le savoir, Paris, Gallimard, 2005.

(en) John Marenbon
- "Lost Love Letters ? A Controversy in Retrospect", International Journal of the Classical Tradition, 15-2, juin 2008, p. 269-280.

(it) Francesco Stella
- "Analisi informatiche del lessico e individuazione degli autori nelle Epistolae duorum amantium (XII secolo)", dans Roger Wright (ed.), Latin vulgaire – latin tardif VIII. Actes du VIIIe colloque international sur le latin vulgaire et tardif, Oxford, 6 – 9 septembre 2006, Hildesheim, Olms-Weidmann, 2008.

## Études argumentant le pastiche
Peter von Moos,
- (de) "Abaelard, Heloise und ihr Paraklet: Ein Kloster nach Mass, zugleich eine Streitschrift gegen die ewige Wiederkehr hermeneutischer Naivität", dans Gert Melville et Markus Schürer, eds., Das Eigene und das Ganze: Zum Individuellen im mittelalterlichen Religiösentum, Münster, Lit, 2002, p  563-619.
- (de) "Die Epistolae duorum amantium und die säkulare Religion der Liebe. Methodenkritische Vorüberlegungen zu einem einmaligen Werk mittellateinischer Briefliteratur", Studi Medievali, 44, 2003, p. 1-115.
- (de) "Vom Nutzen der Philologie für den Umgang mit anonymen Liebesbriefen. Ein Nachwort zu den Epistolae duorum amantium", in M. Schnyder ed.,Schrift und Liebe in der Kultur des Mittelalters,  Berlin, De Gruyter: 2008, p. 23-48.

## Édition
Les Lettres des deux amants sont publiées en 1495 dans un recueil de lettres latines rédigées par de nombreux autres auteurs et dont elles forment le dernier cahier. La copie manuscrite de Jean de Véprie est restée archivée sous la cote 1452 dans la bibliothèque municipale de Troyes sans être remarquée jusqu'à ce qu'une recherche sur la correspondance amoureuse au Moyen Âge conduise en 1967 Dieter Schaller (de) à l'étudier. Une première édition critique parait sept ans plus tard et il faut attendre trente ans pour qu'une traduction fasse connaître le chef-d'œuvre au public.

### Sources
1. ↑  S. Piron, « Enquête sur un texte », in Lettres des deux amants, pp. 182-183, Gallimard, Paris, 2005  (ISBN 2-07-077371-X).
2. ↑  S. Piron, Enquête sur un texte, in Lettres des deux amants, p. 195, Gallimard, Paris, 2005  (ISBN 2-07-077371-X).
3. ↑  Constant J. Mews, The Lost Love Letters of Heloise and Abelard. Perceptions of Dialogue in Twelth-Century France, p. 118-120, St. Martin Press, New York, 1999.
4. ↑  F. Stella, Analisi informatiche del lessico e individuazione degli autori nelle Epistolae duorum amantium (XII secolo), in R. Wright, Latin vulgaire – latin tardif VIII. Actes du VIIIe colloque international sur le latin vulgaire et tardif à Oxford du 6 au 9 septembre 2006, Olms-Weidmann, Hildesheim, 2008.
5. ↑  S. Piron, « Heloise’s literary self-fashioning and the Epistolae duorum amantium », in L. Doležalová, Strategies of Remembrance. From Pindar to Hölderlin, p. 103-162, Cambridge Scholars Publishing, Newcastle, 2009.
6. 1 2 3  S. Piron, « Reconstitution de l'intrigue », in Lettres des deux amants, p. 27, Gallimard, Paris, 2005  (ISBN 2-07-077371-X).
7. ↑  (BNF 14626059)
8. ↑  S. Piron, L’éthique amoureuse des Epistolae duorum amantium, in Poésie et prophétie, op. cité.
9. ↑  S. Piron, Enquête sur un texte, in Lettres des deux amants, pp. 194-200 & pp. 211-212, Gallimard, Paris, 2005  (ISBN 2-07-077371-X).
10. ↑  S. Piron, Enquête sur un texte, in Lettres des deux amants, pp. 190-194, Gallimard, Paris, 2005  (ISBN 2-07-077371-X).
11. ↑  S. Piron, Enquête sur un texte, in Lettres des deux amants, pp. 187-190, Gallimard, Paris, 2005  (ISBN 2-07-077371-X).
12. ↑  J. de Vepria, Les Prouerbes communs, f. 159r-167r, Estienne Jehanot, Paris, 1495.
13. ↑  (de) Ewald Könsgen, Epistolae duorum amantium : Briefe Abaelards und Heloises ?, Leiden, Brill, 1974 (BNF 35403442).
14. ↑  Lettres des deux amants, attribuées à Héloïse et Abélard, traduites et présentées par Sylvain Piron, texte français suivi du texte latin établi par Ewald Könsgen, Paris, Gallimard, 2005 (BNF 39917165).